# کیکو سیکا
کیکو سیکا (انگلیسی: Kiko Seike؛ زادهٔ ۸ اوت ۱۹۹۶) بازیکن فوتبال است که در تیم ملی فوتبال زنان ژاپن بازی کرده‌است.